# تغير مستوى الوعي
مستوى الوعي (اختصارًا LOC) هي مقياس للتيقظ والاستجابة للتنبيه من الوسط المحيط. تغير مستوى الوعي (بالإنجليزية: Altered level of consciousness) هو التغير في درجة اليقظة.
المستويات المعتدلة في انخفاض مستوى الوعي أو اليقظة يمكن تصنيفها خمولا. الأشخاص المصابون بهذه الحالة يمكنهم التيقظ بصعوبة. أما الأشخاص المصابون بتبليد الإحساس فهؤلاء مصابون بانخفاض أكبر في درجة الوعي وقد لا يمكنهم أن يتيقظوا بشكل تام.
أما الأشخاص الذين لا يمكنهم التيقظ ويعانون من حالة شبيهة بالنوم فهم مصابون بالذهول. أما الغيبوبة فهي حالة غياب القدرة على أداء أي عمل إرادي وهي حالة فقدان وعي عميقة. إن مقياس غلاسكو للغيبوبة هو أداة مصممة لقياس درجة الوعي.

## حالات تغير مستوى الوعي
- إدراك الإدراك، وهي حالة خارقة للطبيعة[بحاجة لتوضيح].
- الوعي، وهي الحالة الطبيعية.
- الارتباك، وهي حالة من التشوش وضعف التفكير والرد.
- الهذيان، وهي حالة يكون فيها المريض مشوشا ويعاني من الأرق والهلوسة، وأحيانا الأوهام.
- النيمومة، وهي حالة من الشعور بالنعاس.
- تبليد الإحساس، وهي حالة انخفاض اليقظة. وتباطؤ في الاستجابة الحركية النفسية.
- الذهول، وهي حالة شبيهة بالنوم لكن من دون فقدان الوعي، مع القليل من الفعاليات العفوية أو بدونها.
- الغيبوبة، وهي حالة لا يمكن فيها التيقظ ولا الاستجابة لأي مؤثر.